# Jordi Ribera
Jordi Ribera Romans (Sarriá de Ter, Gerona, 5 de marzo de 1963) es un entrenador español de balonmano. Dirige la selección de balonmano de España desde 2016.

## Trayectoria

### Clubes
- Unió Esportiva Sarrià (1984-1988).
- JD Arrate (1989-1992).
- BM Gáldar (1992-2003).
- Club Deportivo Bidasoa (2003-2004).
- Club Balonmano Ademar León (2007-2011).

### Selecciones
- Selección de balonmano de Argentina (2004-2005).
- Selección de balonmano de Brasil (2005-2008 y 2012-2016).
- Selección de balonmano de España (2016-presente).

## Competiciones
- Copa ASOBAL 2008

- Juegos Suramericanos (1): 2014
- Campeonato Panamericano de Balonmano (3): 2006, 2008, 2016
- Juegos Panamericanos (3): 2007, 2013, 2015
- Campeonato de Europa Masculino (4): 2018, 2020, 2022, 2024
- Campeonato Mundial Masculino (8):  2005, 2007, 2013, 2015, 2017, 2019, 2021, 2023,2025
- Juegos Olímpicos (4): 2008, 2016, 2020, 2024
- Juegos Mediterráneos (2): 2018, 2022